# Psiche (album)
Psiche è il tredicesimo album registrato in studio e con canzoni inedite del cantautore Paolo Conte.

## Descrizione
A quattro anni da Elegia, Paolo Conte ritorna con un album in studio in cui si fa accompagnare dai suoi musicisti abituali e dal fidato produttore Renzo Fantini. Il disco vede la partecipazione straordinaria di Emma Shapplin nel brano Coup de théâtre.
La canzone Il quadrato e il cerchio è una versione del brano L'indiano scritto da Conte per Adriano Celentano e pubblicato da quest'ultimo nella ristampa dell'album C'è sempre un motivo del 2005.
Il set fotografico è stato realizzato presso Il Palazzo Te di Mantova.

## Tracce
Testi e musiche di Paolo Conte.
1. Psiche – 3:17
2. Il quadrato e il cerchio – 3:17
3. Intimità – 3:28
4. Big Bill – 3:44
5. L'amore che – 2:49
6. Silvery fox – 3:53
7. Bella di giorno – 3:39
8. Velocità silenziosa – 3:27
9. Omicron – 3:32
10. Ludmilla – 3:54
11. Leggenda e popolo – 3:18
12. Danza della vanità – 2:24
13. Coup de théâtre – 3:27
14. Così o non così – 3:04
15. Berlino – 3:16

## Formazione
- Paolo Conte – voce, kazoo, pianoforte
- Massimo Pitzianti – pianoforte, cori, sintetizzatore, fisarmonica, bandoneón, clarinetto, sassofono soprano, sassofono baritono
- Jino Touche – contrabbasso, cori, basso, chitarra acustica, chitarra elettrica
- Daniele Di Gregorio – batteria, cori, pianoforte, sintetizzatore
- Daniele Dall'Omo – chitarra acustica, cori, chitarra elettrica
- Lucio Caliendo – batteria, cori
- Piergiorgio Rosso – violino
- Claudio Chiara – sassofono contralto, cori, sassofono tenore, contrabbasso
- Luca Velotti – clarinetto, sassofono tenore
- Maurizio Mallen – tuba
- Natalino Ricciardo – corno francese

## Classifiche
| Classifica (2010) | Posizione massima |
| ----------------- | ----------------- |
| Austria           | 61                |
| Belgio (Fiandre)  | 90                |
| Belgio (Vallonia) | 46                |
| Francia           | 36                |
| Italia            | 1                 |
| Svizzera          | 39                |